# Altare della Crocifissione di Rimini
L'altare della Crocifissione di Rimini è un gruppo scultoreo in alabastro, proveniente dal santuario di Santa Maria delle Grazie a Rimini e oggi conservato solo parzialmente nel Liebieghaus di Francoforte sul Meno. È considerata l'opera maggiore del misterioso maestro di Rimini, cui è attribuita.

## Storia

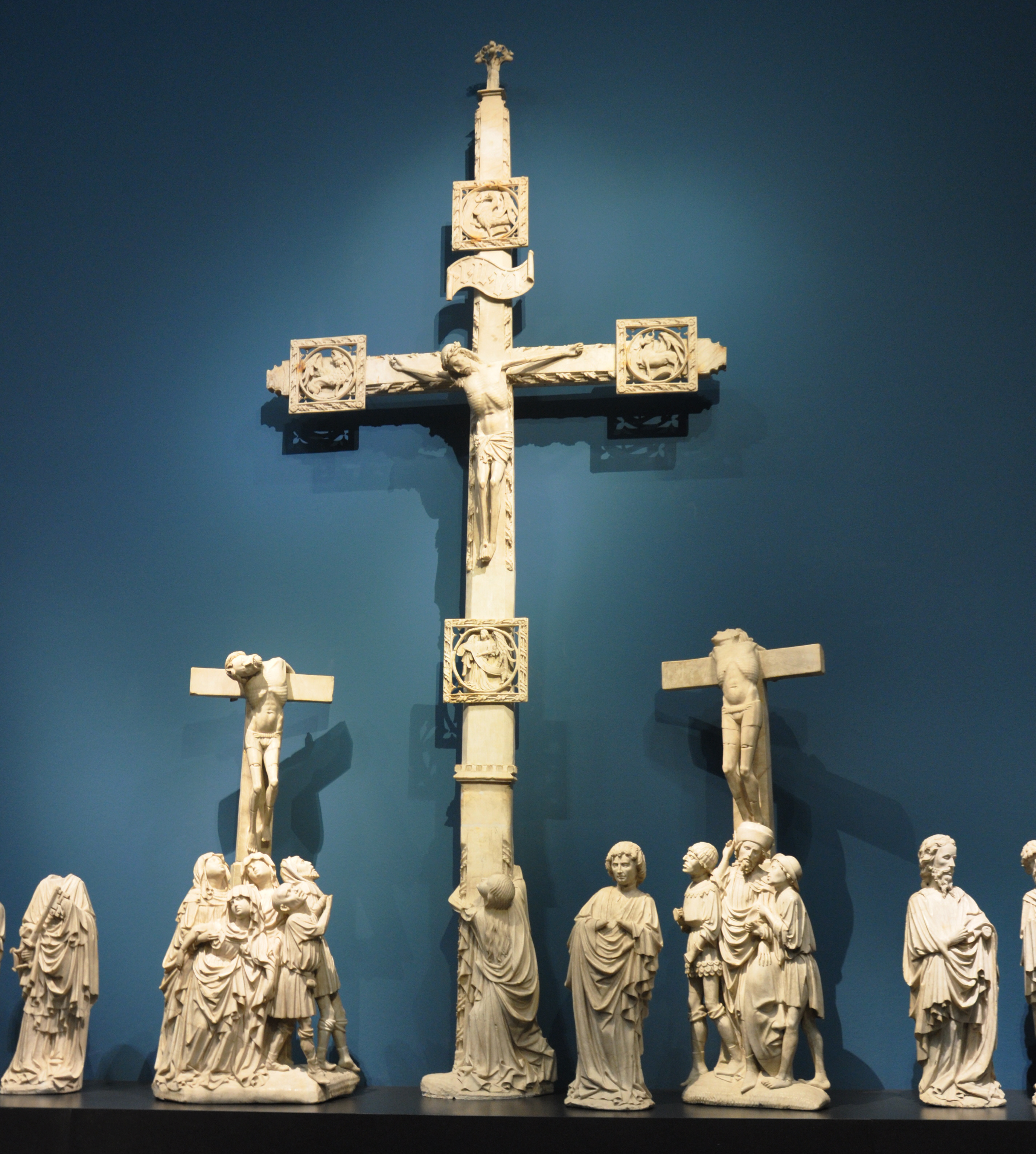
Il Calvario.

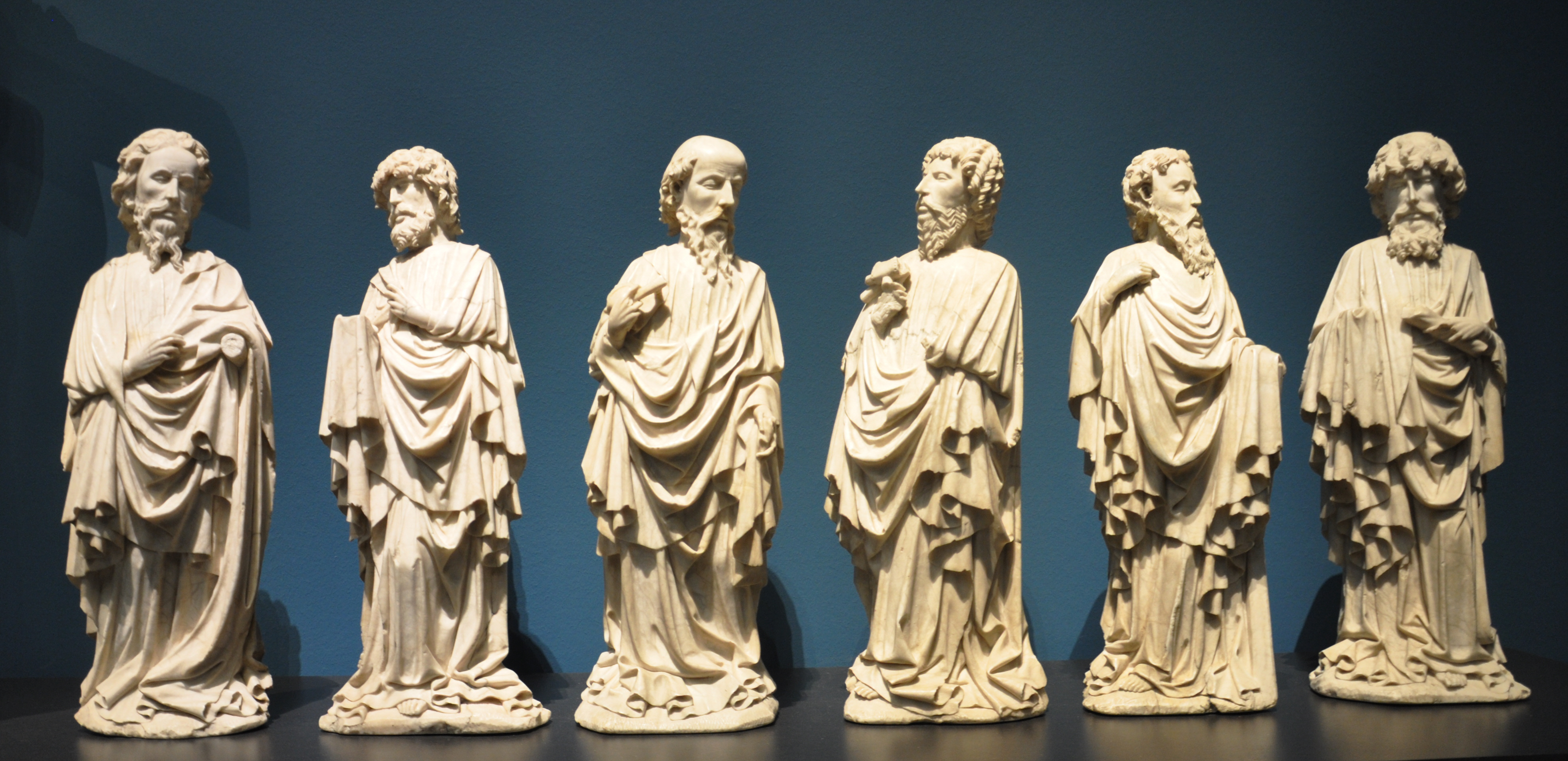
Sei Apostoli.

L'altare viene realizzato intorno al 1430 per il santuario francescano riminese. L’opera rimane di pertinenza del convento fino al 1910, quando i frati, per finanziare la ristrutturazione del tetto del santuario, vendono a un antiquario romano che ne tratta poi la vendita al museo tedesco, dove è ancora oggi conservato.

## Descrizione
Il gruppo si compone di un Calvario attorniato dal dodici Apostoli. L'attuale allestimento museale, che pone gli Apostoli divisi in due gruppi da sei, disposti in riga ai fianchi della Crocifissione, è puramente speculativo e rappresenta solo un tentativo di ricostruzione.
Al centro vi è la Crocifissione, con il braccio verticale della croce particolarmente allungato, con alla base Maria Maddalena che abbraccia la croce rivolta verso l'alto. Ai fianchi vi sono le croci dei due ladroni, di dimensioni molto più ridotte. La croce di sinistra include alla base il gruppo delle tre Marie assieme a Longino e un servo, mentre quella di destra include "Stefaton" (colui che, secondo tradizione medievale, offrì la spugna imbevuta di aceto), un centurione e un giovinetto scalzo. Tra il gruppo di destra e la croce, isolato, si trova san Giovanni Evangelista. Gli Apostoli, invece, sono tutti isolati l'uno dall'altro e ognuno caratterizzato dai propri attributi iconografici.
Lo stato di conservazione delle parti superstiti è essenzialmente buono, ma non è rimasta traccia della struttura che doveva contenerle. Solo un Apostolo è danneggiato e risulta acefalo.

## Stile
La realizzazione delle sculture, nonostante l'affinità stilistica, suggerisce diverse concezioni di stile, poiché gli Apostoli seguono un'impostazione consolidata e tradizionale, mentre il gruppo del Calvario appare molto più moderno.
Gli Apostoli hanno gli abiti quasi indistinguibili, composti da una serie di panni più che da lunghe mantelle, con grandi quantità di stoffa drappeggiate tutte allo stesso modo. I volti sono abbastanza differenziati, ma le espressioni sono prive di carattere individuale. In generale, gli Apostoli sono trattati in modo da apparire figure astratte e senza tempo, prettamente simboliche a cornice della scena centrale.
Nel Calvario, ogni figura è caratterizzata dalla propria fisionomia che ne conferisce il carattere. L'artista ricorre alla bruttezza per accentuare la cecità di Longino e la debolezza mentale del suo servo. Anche l'abbigliamento degli spettatori della Crocifissione è contemporaneo, dettagli che danno alla scena centrale un'incisiva impronta di attualità e realtà.